# 1344년 황하 범람

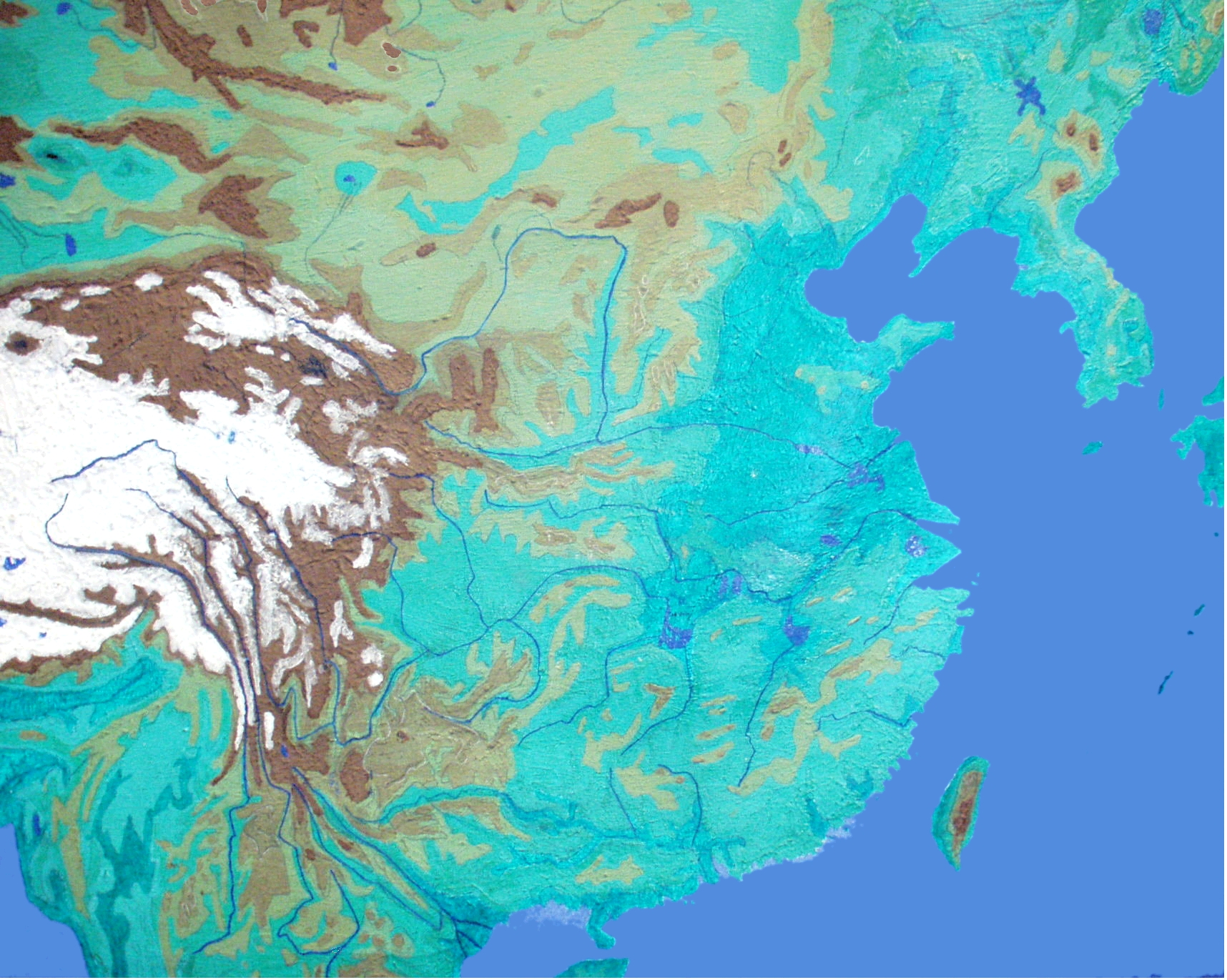
황하의 새로운 흐름을 그린 중국의 지도, 명대 치수 사업에 따라 안정화되었다.

1344년 황하 범람은 원(元) 왕조의 큰 자연재해였다. 그 충격은 고위층뿐만 아니라 그 지역의 농민들에게도 치명적이었다. 당시 왕조가 쇠퇴해가던 와중에 황제는 많은 인원을 동원해 황하의 제방을 다시 짓도록 강요했다. 그 끔찍한 상황은 훗날의 명(明) 왕조 개창으로 이어지는 거대한 농민 반란을 부채질했다.
홍수의 결과로 황하의 흐름이 산둥 반도의 남쪽으로 옮겨졌는데, 이 흐름은 1850년대의 함풍황하대개도 홍수로 인해 북쪽의 물길이 회복될 때까지 500년 동안 남아 있었다.